# Адилов, Жексенбек Макеевич
Жексенбек Макеевич Адилов (25 ноября 1949, Алма-Ата, Казахская ССР, СССР — 14 июля 2025, Алматы, Республика Казахстан) — казахстанский учёный, доктор технических наук, профессор, академик Национальной академии наук Республики Казахстан, бывший ректор «Казахского национального технического университета имени К. И. Сатпаева».

## Биография
Родился в г. Алма-Ата в семье фронтовика Адилова Макея и домохозяйки Адиловой (Сатова) Джумагыз. С началом Великой Отечественной войны отец ушёл добровольцем на трудовой фронт, затем в действующую армию. В 1943 году он был тяжело ранен. Домой вернулся в 1944 году инвалидом первой группы и умер в 1951 году.

### Учеба
Окончил среднюю школу № 75 города Алма-Ата. В школьные годы увлекался точными науками математикой и физикой. После окончания школы в 1967 году поступил на инженерно-строительный факультет Казахского политехнического института им. В. И. Ленина. В 1972 году с отличием окончил институт и получил квалификацию «инженер-строитель». Окончил очную аспирантуру Московского инженерно-строительного института им. В. В. Куйбышева и защитил диссертации на соискание учёной степени кандидата и доктора наук.

### Научно-педагогическая деятельность
Один из основоположников в Казахстане исследований проблем разработки теоретических основ управления сложными социально-экономическими системами в целях перехода на модель устойчивого развития и положил начало практическому воплощению полученных результатов в реальный сектор экономики и в сферу образования.
Его педагогическая деятельность была направлена на внедрение новой модели образовательной системы XXI века, которая соединила в себе позитивное прошлое и настоящее и ориентирована на формирование качественного человеческого капитала.

### Государственная служба
В 2000 году приглашен на работу в качестве консультанта Всемирного банка по проекту «Создание национального центра обучения государственных служащих» при Агентстве по делам государственной службы Республики Казахстан. Одновременно он работал руководителем курса «Государственное управление» в Академии государственной службы при Президенте Республики Казахстан. В 2001 году по конкурсу был принят на государственную службу в качестве директора Департамента мониторинга и контроля МОН РК, а в дальнейшем — директора Департамента государственного инспектирования и информатизации образования МОН РК.
Ж.Адилов основное внимание уделял повышению качества подготовки государственных служащих, модернизации сферы образования, внедрению IТ технологий, повышению качества образования и интеграции в мировое образовательное пространство.

### Карьера ректора
Талант Ж.Адилова как педагога и организатора высшего образования полностью раскрылся при его работе в должности ректора Семипалатинского государственного университета им. Шакарима (2004—2008 гг.), а затем ректора Казахского национального технического университета имени К. И. Сатпаева.
Вся его деятельность была направлена на модернизацию системы высшего образования, в первую очередь — на развитие инженерного образования. Были разработаны новые программы обучения, основанные на принципах опережающего образования, обучение через науку, стратегическое партнёрство с ведущими мировыми и отечественными компаниями, элитность обучающихся и социальная ответственность университета перед обществом.
Под его руководством были открыты новые технические специальности для республики, созданы уникальные инженерные лаборатории. В результате значительно увеличились объёмы финансирования научно-исследовательских работ и внедрения результатов научных исследований в реальный сектор экономики.
Все эти меры позволили успешно реализовать в КазНТУ программу трансформации вуза в университет исследовательского типа и создать в 2015 году первый в стране научно-образовательный и инновационно-производственный комплекс в сфере техники и технологий — Казахский национальный исследовательский технический университет им. К. И. Сатпаева.

## Трудовая деятельность
| 1972 — 1974 | ассистент, стажер-исследователь кафедры технологии и организации строительства Казахского политехнического института им. В. И. Ленина;                 |
| 1974 — 1977 | аспирант кафедры «Экономика и организация строительства» Московского инженерно-строительного института им. В.Куйбышева;                                |
| 1978 — 1980 | ассистент кафедры «Экономика и организация строительства» Казахского политехнического института;                                                       |
| 1980 — 1986 | ассистент, ст. преподаватель, доцент, заведующий кафедрой «Экономика и организация строительства» Алма-Атинского архитектурно-строительного института; |
| 1986 — 1990 | декан строительного факультета Алма-Атинского архитектурно-строительного института;                                                                    |
| 1990 — 2000 | профессор, заведующий кафедрой «Менеджмент в строительстве» и декан факультета «Менеджмент и бизнес в строительстве» КазГАСА;                          |
| 2000 — 2001 | консультант Всемирного банка, руководитель курса государственного управления в Академии государственной службы при Президенте РК.                      |
| 2001 — 2004 | директор Департамента мониторинга и контроля МОН РК, директор Департамента государственного инспектирования и информатизации образования МОН РК.       |
| 2004 — 2008 | ректор Семипалатинского государственного университета имени Шакарима.                                                                                  |
| 2008 — 2016 | ректор Казахского национального технического университета имени К. И. Сатпаева                                                                         |

## Публикации
Ж. Адилов опубликовал более 200 научных работ, из них 23 монографии и учебных пособий. Основные статьи, монографии и учебные пособия:
- Город и окружающая среда, Алматы: Ана-тілі, 1991, — 80 с.;
- Управление развитием производства на предприятиях сборного железобетона, Алматы: Казахстан, 1994, −160 с. (в соавторстве).
- Экономика и окружающая среда (на казахском языке), Алматы: Ғылым, 1997, −256 с.;
- Устойчивое развитие и окружающая среда (на казахском языке). Монография, Алматы: Ғылым, 1998 г, — 168 с.;
- Технологическое развитие горнодобывающей промышленности. Доклады НАН РК-2012-№ 2 с 576;
- Макроэкономический анализ и параметрическое регулирование национальной экономики. Москва: Физматлит, 2011, −304 с. (в соавторстве);
- Macroeconomic analysis and parametrical control of a national economy. New York; Springer, 2013, −288 р. (в соавторстве).

## Общественная деятельность
— Вице-Президент Национальной академии наук Республики Казахстан, Председателем её Отделения наук о Земле (2009—2016 гг.)

— Член Высшей научно-технической комиссии при Правительстве Республики Казахстан
Активно участвует в политической и общественной жизни страны, является членом партии «Нур Отан». Трижды был членом республиканского штаба кандидата в Президенты Республики Казахстан. Избирался депутатом Восточно-Казахстанского областного маслихата, где был Председателем комиссии по экономике, бюджету и региональному развитию.

Почётный гражданин города Туссон (США). Создал и возглавляет работу благотворительного Фонда «Тенгри».

## Награды
Государственные награды Республики Казахстан
- орден «ҚҰРМЕТ» за успехи в научной и педагогической деятельности
- медаль «10 лет Независимости Республики Казахстан»
- медаль «10 лет Конституции Республики Казахстан»
- медаль «10 лет Астана»
- медаль «20 лет Независимости Республики Казахстан»
- медаль «20 лет Конституции Республики Казахстан»
- медаль «20 лет Ассамблеи народов Казахстана»

Государственные награды других стран
- орден «Академическая Пальмовая Ветвь» (Франция)
- орден «За укрепление содружества» (Россия)
- Queen Victoria commemorative medal
- Socrates International Award

Награды министерств и ведомств Республики Казахстан
- нагрудный знак «Почетный работник образования Республики Казахстан»
- нагрудный знак «За заслуги в развитии науки Республики Казахстан»
- нагрудный знак «Ы. Алтынсарин»
- нагрудный знак «За заслуги в развитии инженерного дела в Республике Казахстан»
- медаль «20 лет вооруженным силам Республики Казахстан». Министерство обороны РК
- медаль «За вклад в развитии нефтегазовой отрасли». Министерство нефти и газа Республики Казахстан

Награды общественных организаций
- орден «За заслуги в науке» Международной академии наук экологии и жизнедеятельности
- орден «За заслуги в материаловедении» Национального исследовательского технологического университета МИСиС
- орден «Звезда славы. Экономика Казахстана»
- медаль «300 лет Михаилу Васильевичу Ломоносову»
- медаль «50 лет космической деятельности НПО им. С. А. Лавочкина» — за значительный вклад в развитие космической деятельности
- медаль «KAZENERGY»

## Почётные звания
- академик Национальной академии наук Республики Казахстан
- академик Национальной инженерной академии наук Республики Казахстан
- академик Национальной академии наук высшей школы Казахстана
- академик Национальной академии естественных наук Республики Казахстан
- академик Международной инженерной академии
- действительный член Международной академии информатизации
- действительный член Международной академии наук высшей школы
- иностранный член Российской академии естественных наук
- действительный член Академии архитектуры и строительства Кыргызской Республики
- иностранный член Академии горных наук Российской Федерации
- почётный доктор «HONORIS CAUSA» Санкт-Петербургского государственного морского технического университета
- почётный гражданин г. Туссон (США).